# Andrzej Coryell
Andrzej Coryell (ur. 16 lutego 1949 w Warszawie) – aforysta, prozaik, malarz i rzeźbiarz mieszkający w Szwajcarii. Autor aforyzmów i przypowieści, które ukazały się w pismach literackich i filozoficznych.

## Twórczość

### Literacka
- Les chameaux du myope – wiersze (1978, Caractères, Paris)
- Spółka z lwem – powieść (1986, Czytelnik)
- La part du lion (1991, Actes Sud)
- Gronostaj ubrany w króla – zbiór aforyzmów i małej prozy (2007, Jeden Świat)

### Filmy krótkometrażowe
- Family Album 1939-1945 (2002)[1]
- Wodna kaligrafia (2004)